# قط عتابي

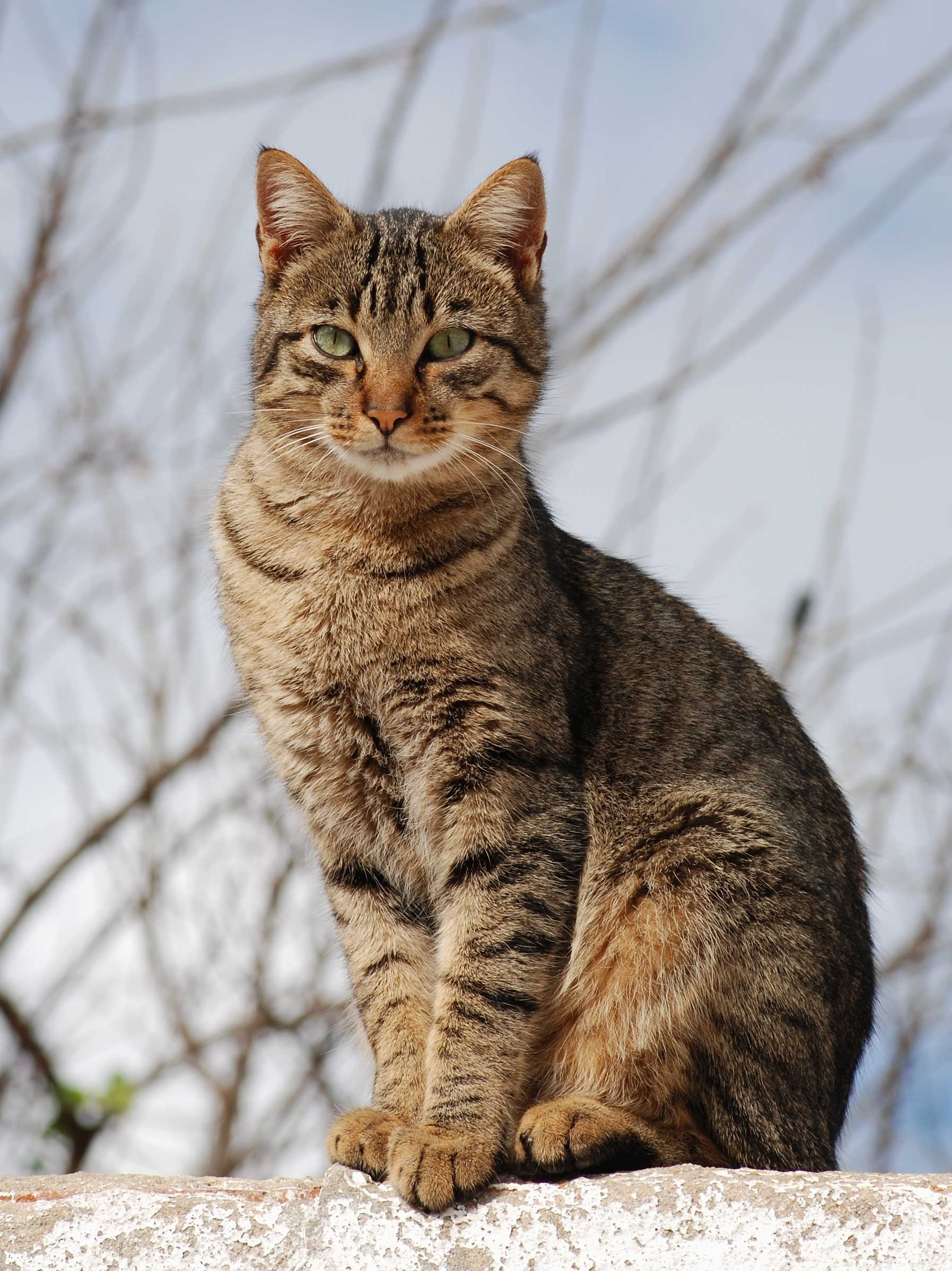
عتابي إسقمري يمتلك نمطًا مميز من الخطوط وعلامة "M" في جبهته.

القط العتابي، أو ببساطة العتابي، هو أي قط منزلي (Felis catus) ذو علامة مميزة على شكل حرف M على جبهته، وخطوط بجانب عينيه وعبر خديه، على طول ظهره، حول ساقيه وذيله، وخطوط مميزة، أنماط منقطة أو مبطنة أو مرقطة أو مخططة أو ملتوية على الجسم: الرقبة والكتفين والجوانب والصدر والبطن. الأنماط الأربعة المعروفة المعروفة، ولكل منها تفسير وراثي سليم، هي أنماط الإسقمري، التقليدية أو المبقعة، والمُدقَّقة، والمرقط.
"العتابي" ليس سلالة من القطط ولكنه نمط معطف موجود في العديد من سلالات القطط الرسمية. إنه شائع جدًا بين عموم القطط ذات السلالات المختلطة حول العالم. يحدث نمط العتابي بشكل طبيعي ويرتبط بكل من معطف الجد المباشر للقطط المنزلية وأقاربها المقربين: القط البري الأفريقي (Felis lybica lybica)، والقط البري الأوروبي (Felis silvestris)، والقط البري الآسيوي (Felis lybica ornata)، وجميعها لها طبقات متشابهة، سواء من حيث النمط أو اللون. وجدت إحدى الدراسات الجينية للقطط المنزلية خمسة مؤسسين على الأقل.

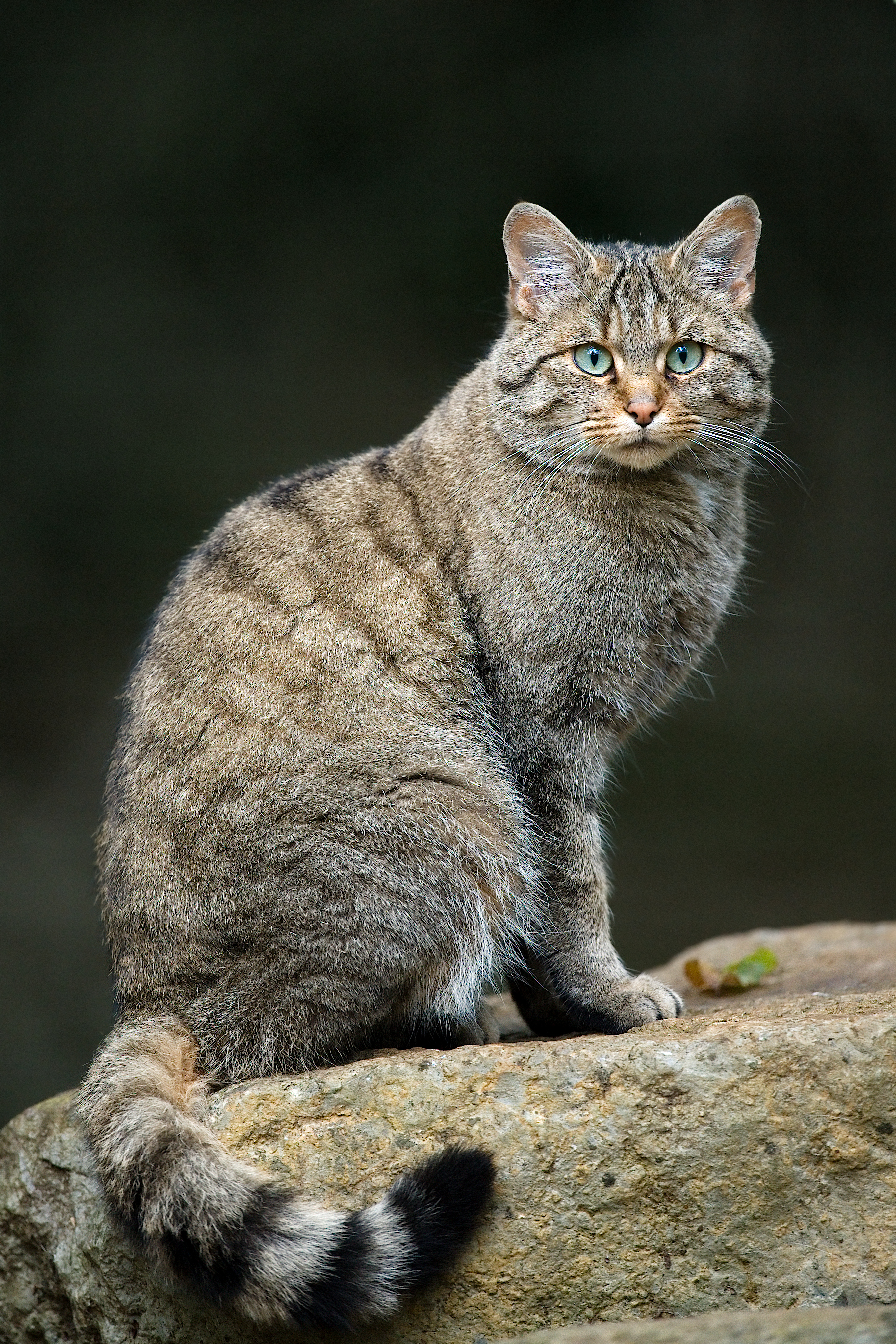
قط بري أوروبي (Felis silvestris) يحمل نمط معطف مشابه لنمط معطف القط العتابي. من المعتقد أن نمط العتابي ينشأ من العديد من الأنواع ذات الصلة من القطط البرية.

## أصل التسمية
تعود كلمة «عتّابيّ» إلى الأصل العربي «عتّابيّة»، والتي قد تُشير إلى حي في بغداد ويُسمى عتابيّة؛ نسبةً إلى الأمير عتاب بن أسيد في الخلافة الأموية.

## أنماط

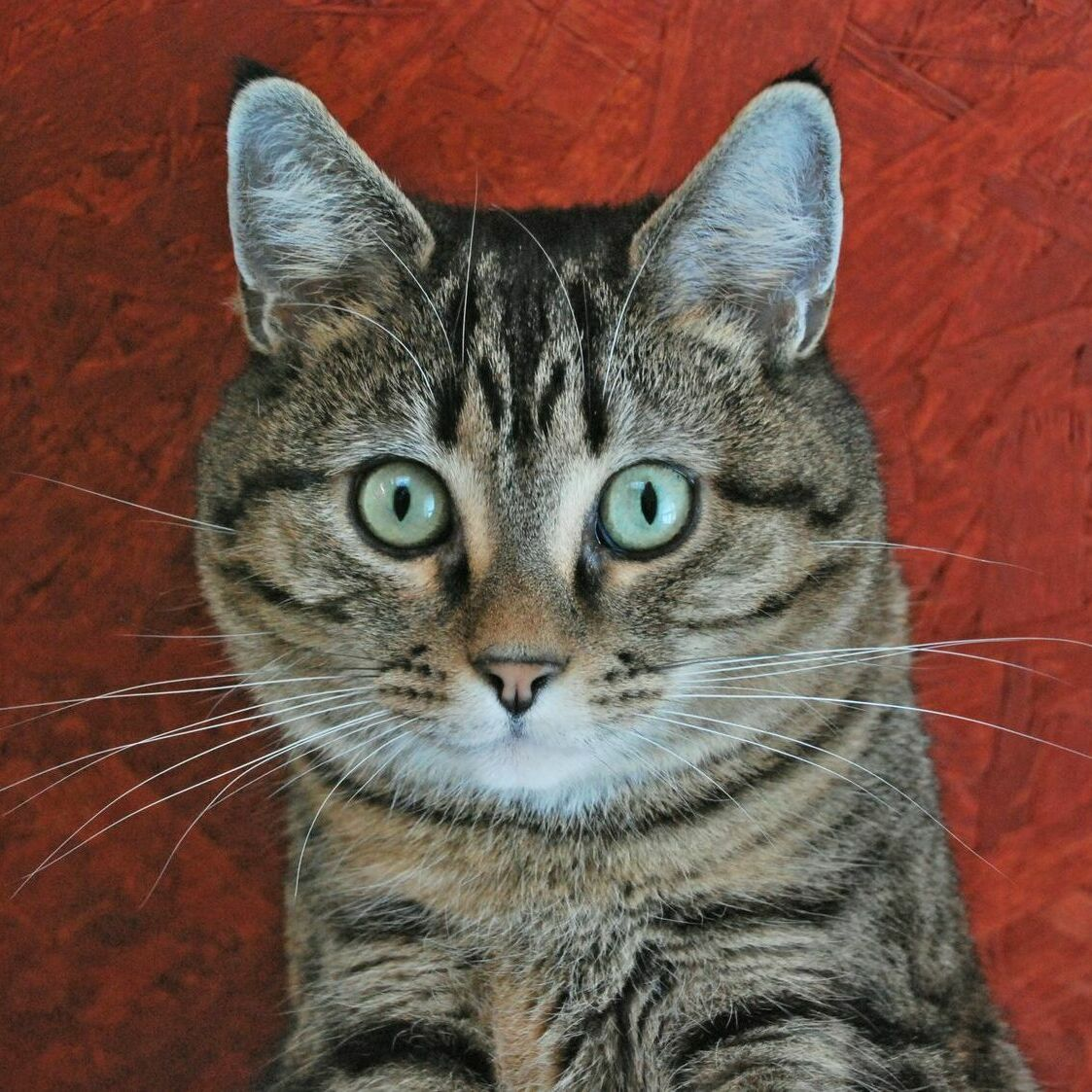
أنماط العتابي النموذجية في منطقة الرأس: حرف "M" على الجبهة وحواف العين اللامعة وحدود الأذنين

الأنماط الأربعة المعروفة والمتميزة، ولكل منها تفسير وراثي سليم، هي أنماط الإسقمري، والكلاسيكية، والمُدقَّقة، والمرقطة.
يتم تشكيل النمط الخامس من خلال تضمين أي من الأنماط الأساسية الأربعة كجزء من النمط المصحح. العتابي المرقع هو قط ذات علامات كاليكو أو صدفة السلحفاة مدمجة مع بقع من معطف العتابي (تسمى هذه القطط كاليبي وتوربي، على التوالي، في خيال القطط).
وقد تمت ملاحظة الأنماط الخمسة جميعها في المجموعات الشعبية التي تم تربيتها بشكل عشوائي. تم العثور على العديد من الأنماط الإضافية في سلالات معينة وبالتالي فهي ليست معروفة جيدًا. على سبيل المثال، تم العثور على العتابي التقليدي المعدل في سلالة سوكوكي. تعود بعض هذه الأنماط النادرة إلى التفاعل بين الجينات البرية والمحلية، كما هو الحال مع الأنماط الوردية والرخامية الموجودة في سلالة البنغال.

### العتابي الإسقمري (مخطط)
يتكون نمط الإسقمري، أو المخطط، من خطوط عمودية رفيعة ومنحنية بلطف على جانبي الجسم. يمكن أن تكون هذه الخطوط متواصلة أو مقسمة إلى أشرطة وأجزاء/بقع قصيرة، خاصة على الخاصرة والمعدة. تظهر على الجبهة دائمًا ثلاثة أو خمسة خطوط رأسية على شكل حرف "M"، إلى جانب خطوط داكنة من زوايا العينين، واحدة أو أكثر تعبر كل خد، وبالطبع العديد من الخطوط والخطوط بزوايا مختلفة على الرقبة والوجه. منطقة الكتفين، وعلى الأجنحة، وحول الساقين والذيل، وهي علامات متعامدة إلى حد ما مع طول جزء الجسم. يُطلق على أسماك الماكريل أيضًا اسم "علامات عظام السمكة" ، وربما تمت تسميتها على اسم أسماك الماكريل. الماكريل هو الأكثر شيوعًا بين العتابي.

### العتابي التقليدي (المبقع)
العتابي التقليدي أو الكلاسيكي، والمعروف أيضًا باسم العتابي المبقع، له نمط "M" على الجبهة، ولكن بدلاً من الخطوط أو البقع الرفيعة في المقام الأول، فإن علامات الجسم عبارة عن أشرطة منحنية سميكة على شكل دوامات أو نمط ملتوي، مع علامة مميزة على كل جانب. من الجسم يشبه بولس. 80% من القطط المعاصرة لديها الأليل المتنحي المسؤول عن النمط التقليدي. تتميز القطط العتابية السوداء بشكل عام باللون البني الداكن والزيتون والمغر الذي يبرز أكثر مقابل ألوانها السوداء. تتميز كل من القطط العتابية التقليدية بنمط "فراشة" فاتح اللون على الأكتاف وثلاثة خطوط رفيعة (الشريط الأوسط هو الأغمق) تمتد على طول العمود الفقري. تحتوي الأرجل والذيل والخدين في العتابي الكلاسيكي على خطوط و/أو أشرطة و/أو قضبان سميكة. الجين المسؤول عن تلوين العتابي التقليدي هو الجين المتنحي. تُظهر العديد من القطط الأمريكية قصيرة الشعر هذا النمط.

### العتابي المُدقَّق
يرجع نمط العتابي المُدقَّق إلى وجود حقول متساوية من الشعر أغوتي، ولكل منها أشرطة مميزة من الألوان، والتي تقسم نمط العتابي إلى مظهر الملح والفلفل الذي يجعلها تبدو شبيهة بالرمال - وبالتالي لا يوجد سوى عدد قليل من الخطوط أو لا توجد على الإطلاق يربط. غالبًا ما يمكن رؤية الخطوط و/أو الحواجز الشبحية المتبقية على الجزء السفلي من الساقين والوجه والبطن وأحيانًا عند طرف الذيل، بالإضافة إلى حرف "M" القياسي وخط داكن طويل يمتد على طول العمود الفقري، بشكل أساسي في القطط العتابية ذات العلامات التي تحمل أيضًا أليل الإسقمؤي أو أليل العتابي التقليدي. تأتي هذه الأنواع من القطط بأشكال وألوان عديدة.

### العتابي المرقط
من المعتقد أن العتابي المرقط ينتج عن جين معدل يكسر نمط العتابي الإسقمري ويتسبب في ظهور الخطوط على شكل بقع.[بحاجة لمصدر] وبالمثل، قد يتم كسر نمط العتابي الكلاسيكي بواسطة جين العتابي المرقط إلى بقع كبيرة. يمكن للمرء أن يرى كلا من الأنماط البقعية الكبيرة والصغيرة في سلالات ميست الأسترالي، والبنغال، وسيرينجيتي، والسافانا، والماو المصري، والماو العربي، وماين كون، وأوسي، من بين سلالات أخرى، بالإضافة إلى بعض الهجن. وبطبيعة الحال، فإن العتابي المرقط الأكثر شيوعًا يبدو أكثر تشابهًا مع العتابي الإسقمري، بما في ذلك العلامات الكلاسيكية على الأطراف والذيل والرأس، بالإضافة إلى حرف "M" على الجبهة.

### العتابي البرتقالي
العتابي البرتقالي، المعروف أيضًا باسم العتابي الأحمر أو الزنجبيل، هو متغير لوني للأنماط المذكورة أعلاه، حيث يحتوي على فيوميلانين (O أليل) بدلاً من يوميلانين (O أليل). على الرغم من وجود مزيج من اللون البرتقالي والأبيض بشكل عام، إلا أن النسبة بين لون الفراء تختلف، من بضع بقع برتقالية على ظهر قطة بيضاء إلى لون برتقالي بالكامل بدون لون أبيض على الإطلاق. يمكن أن تكون المناطق البرتقالية عبارة عن بقع أو خطوط أغمق أو أفتح، لكن اللون الأبيض يكون دائمًا تقريبًا صلبًا ويظهر عادةً على أسفل البطن والكفوف والصدر والكمامة.
تذكرنا علامات الوجه بسمك الماكريل أو العتابي الكلاسيكي، ومع وجود بقعة بيضاء برتقالية/بيضاء على الوجه تغطي الفم، تصل إلى نقطة حول الجبهة. نظرًا لوجود الجين المخفي على الفراء الأبيض، فغالبًا ما يكون تضمينه غير متماثل، مما يؤدي إلى فراء أبيض أكثر أو أقل على كل مخلب أو جانب من الوجه.
ما يقرب من 75٪ من قطط الزنجبيل هم من الذكور. القطط الذكور التي تحمل جين اللون البرتقالي يمكن أن تكون إما X°Y زنجبيل أو X-Y أسود أو غير زنجبيل. الإناث التي لديها الجين لديها ثلاثة احتمالات: X-X- أسود أو غير زنجبيل، X°X° زنجبيل، وX-X° صدفة السلحفاة، وبالتالي لا يمكن للقطط الذكور أن تكون صدفة سلحفاة إلا إذا كان لديها اثنين من كروموسومات X.

### توربي وكاليبي
بما أن إناث القطط تمتلك اثنين من كروموسومات X، فمن الممكن أن يكون لديها أليل O (برتقالي) على أحد كروموسوم X وO (أسود) على الآخر. يؤدي هذا إلى ظهور كلا اللونين في بقع عشوائية، إما مع أو بدون نمط العتابي. عندما تقترن هذه القطط بنمط العتابي، تُعرف باسم قطط توربي. إذا كان هناك أيضًا بقع بيضاء، تُعرف القطة باسم كاليبي (الإنجليزية الأمريكية).

معرض اختلافات القط العتابي
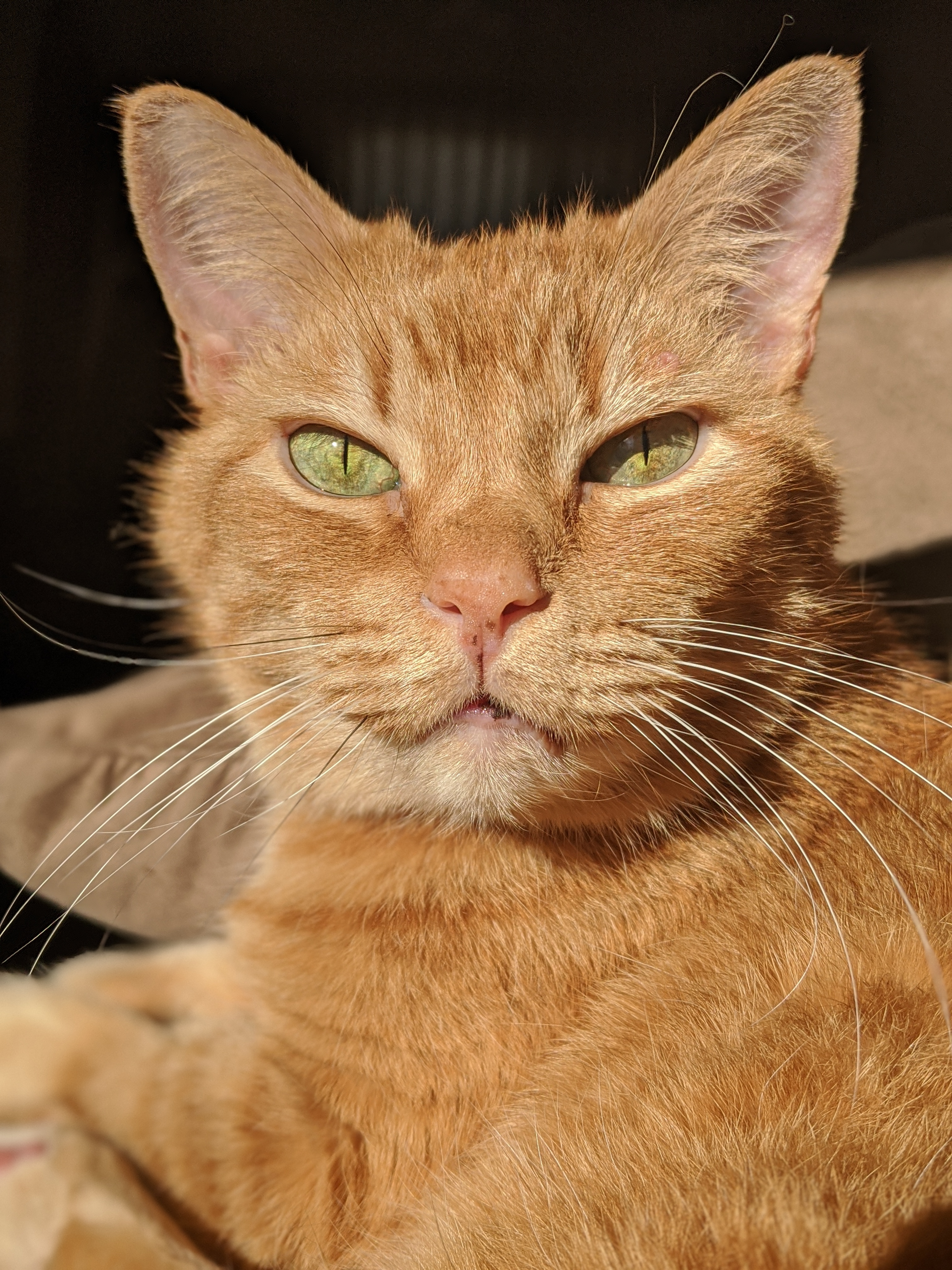
قط عتابي برتقالي
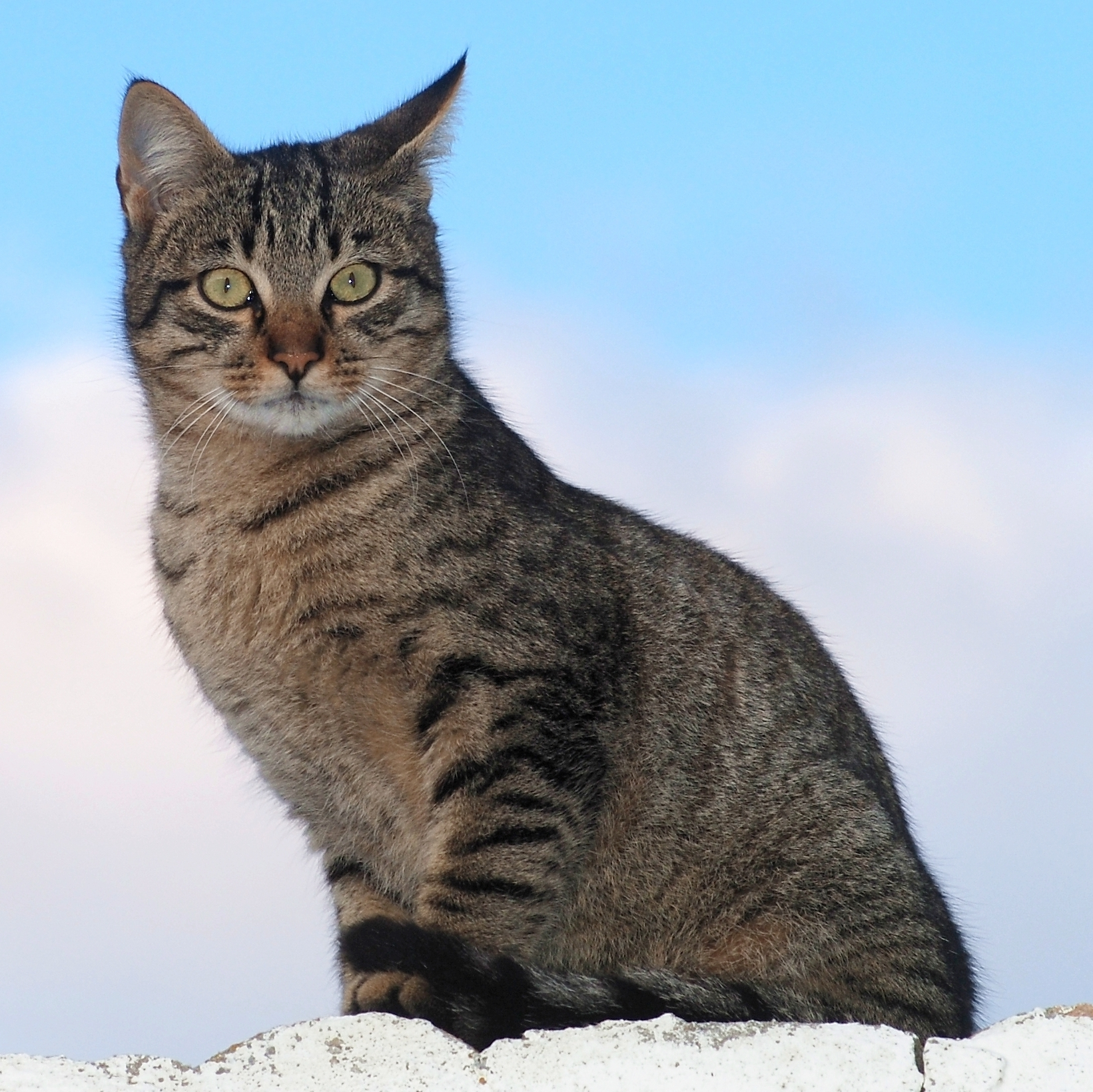
القط العتابي الإسقمري الأسود
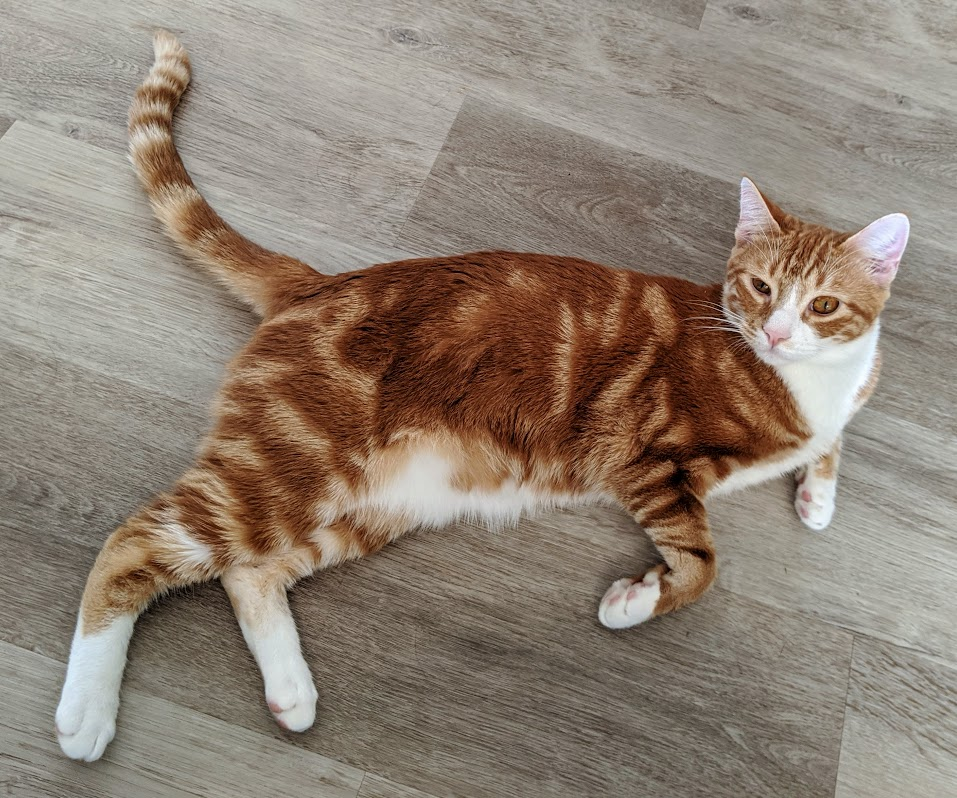
القط العتابي المبقع بالبرتقالي والأبيض
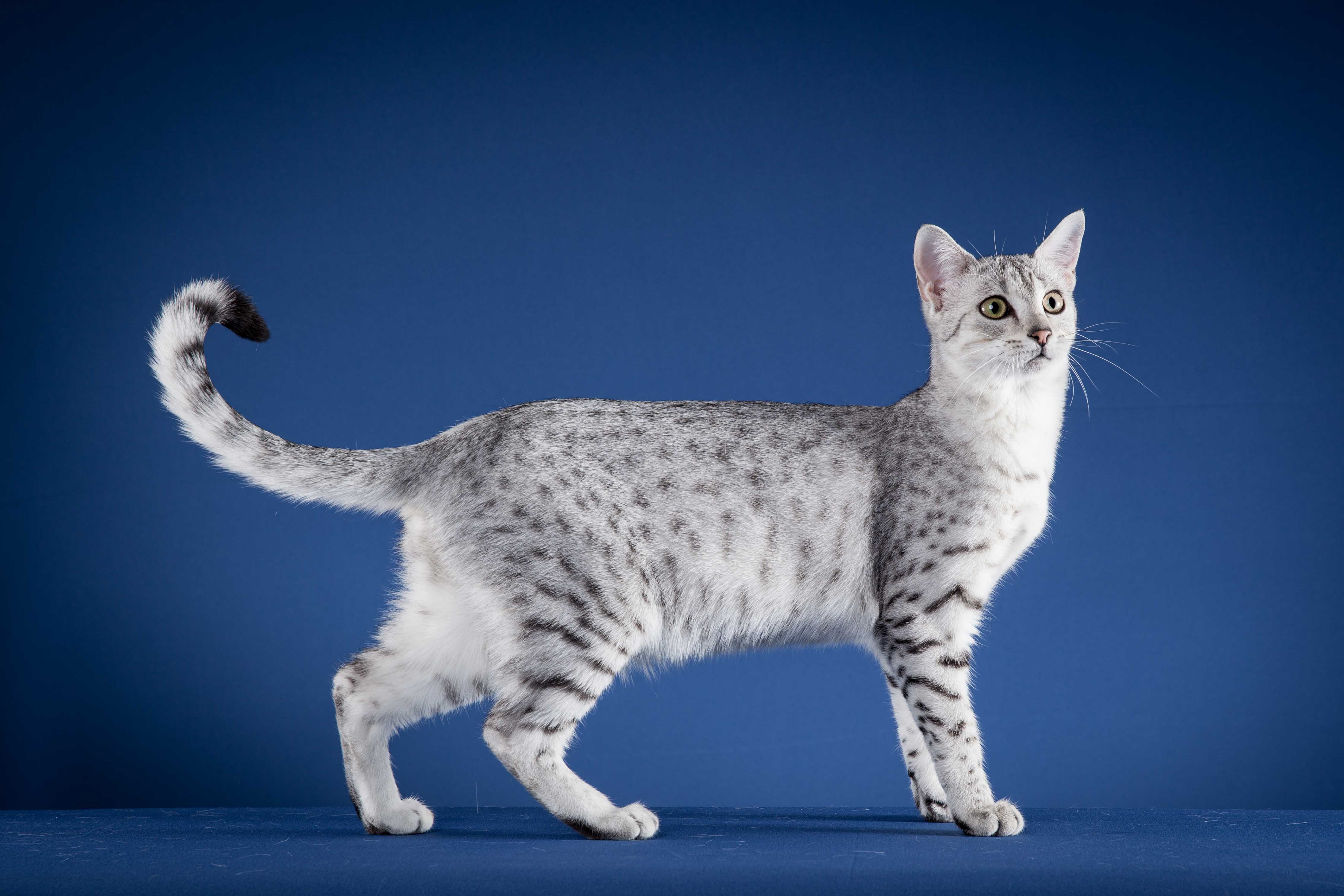
العتابي المصري ماو أسود فضي مرقط
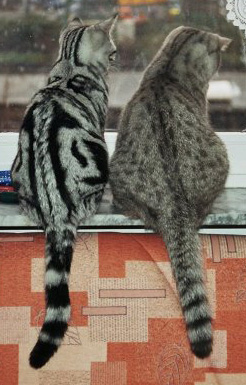
المبقع باللون الأسود (يسار) والمرقط (يمين) قطط العتابي البريطانية قصيرة الشعر
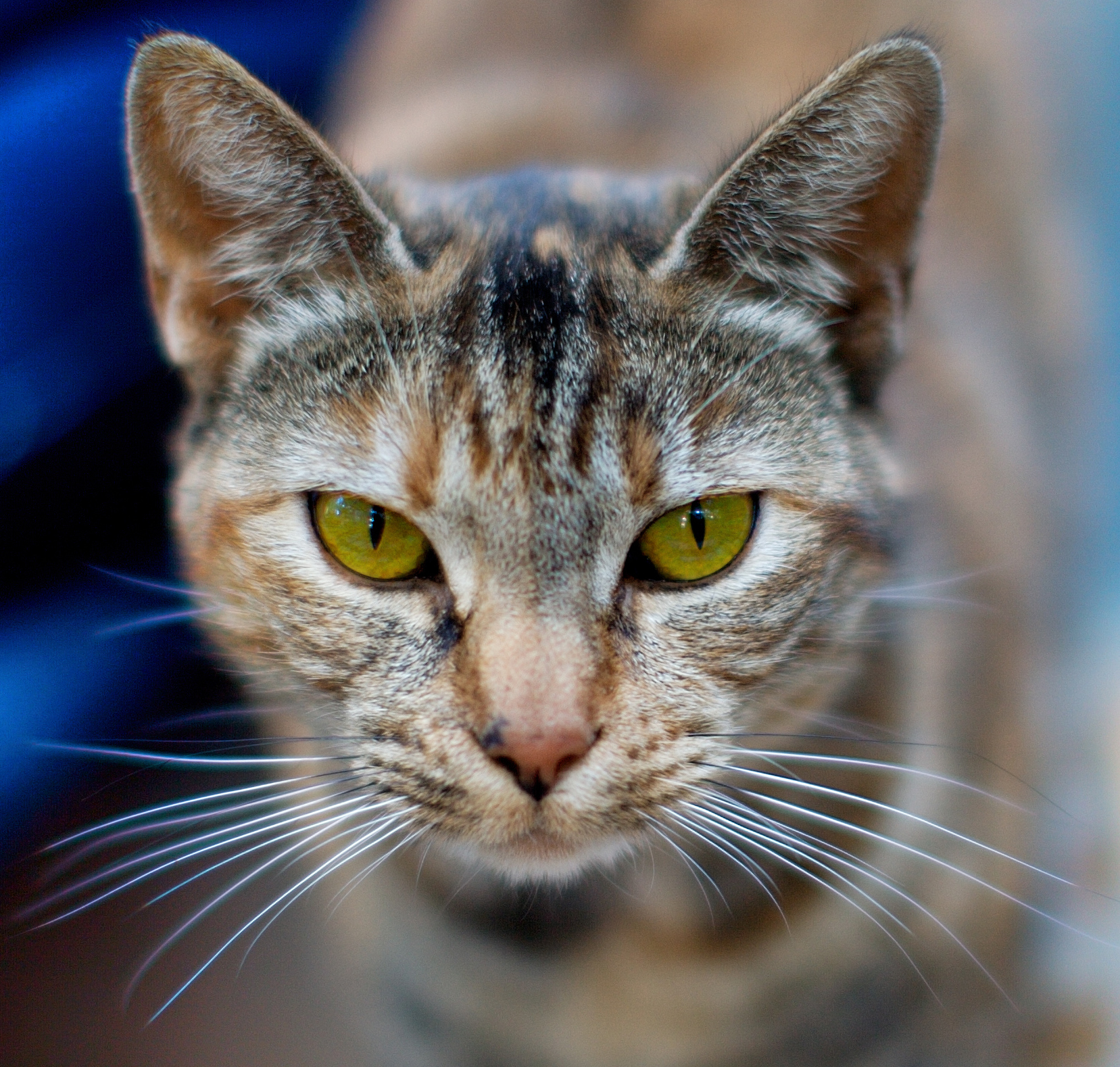
قطة صدفة سلحفاة سوداء ("تورتي").
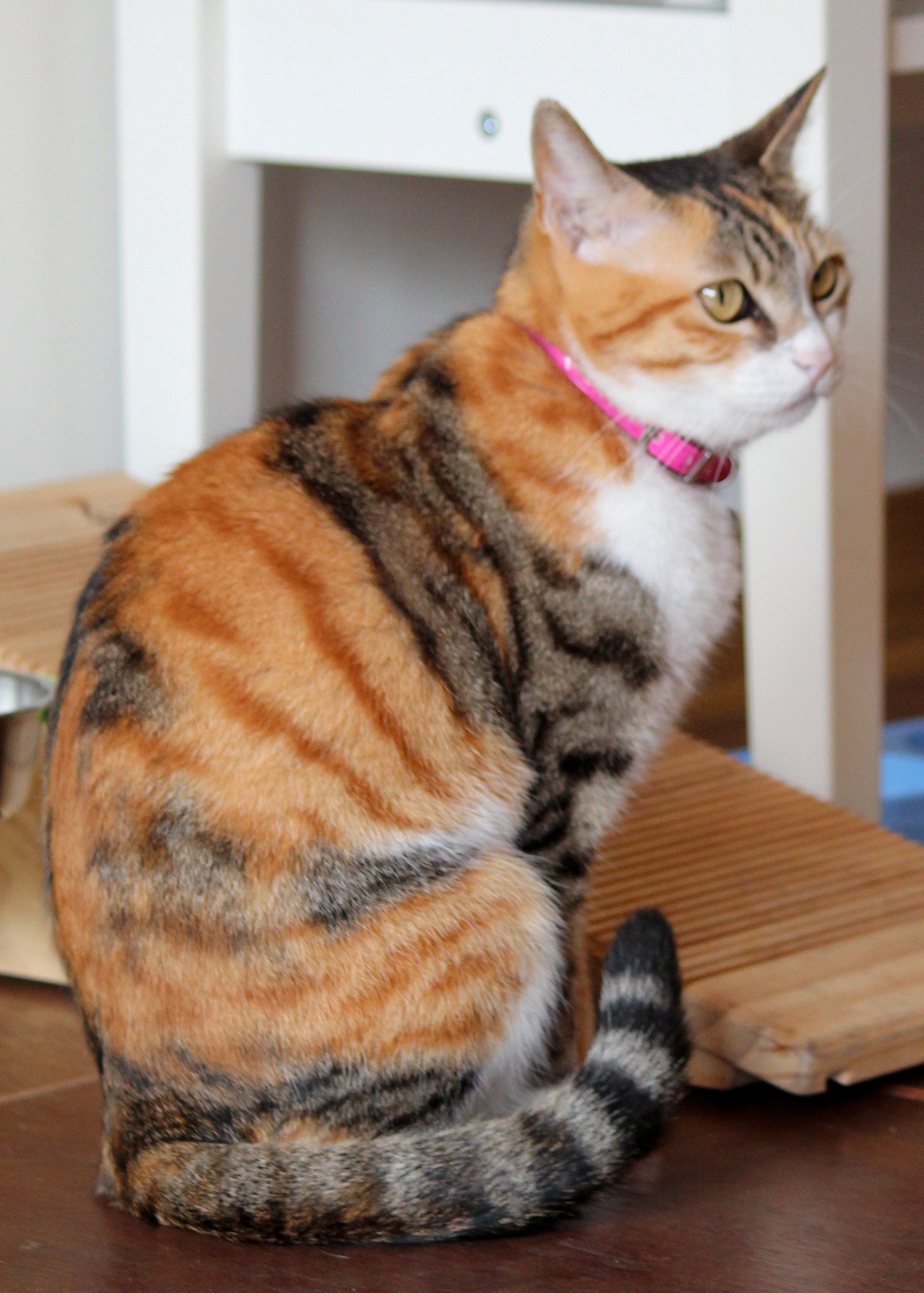
قطة الإسقمري الأسود صدفة السلحفاة العتابية والبيضاء ذات الألوان الثلاثة ("كاليبى").
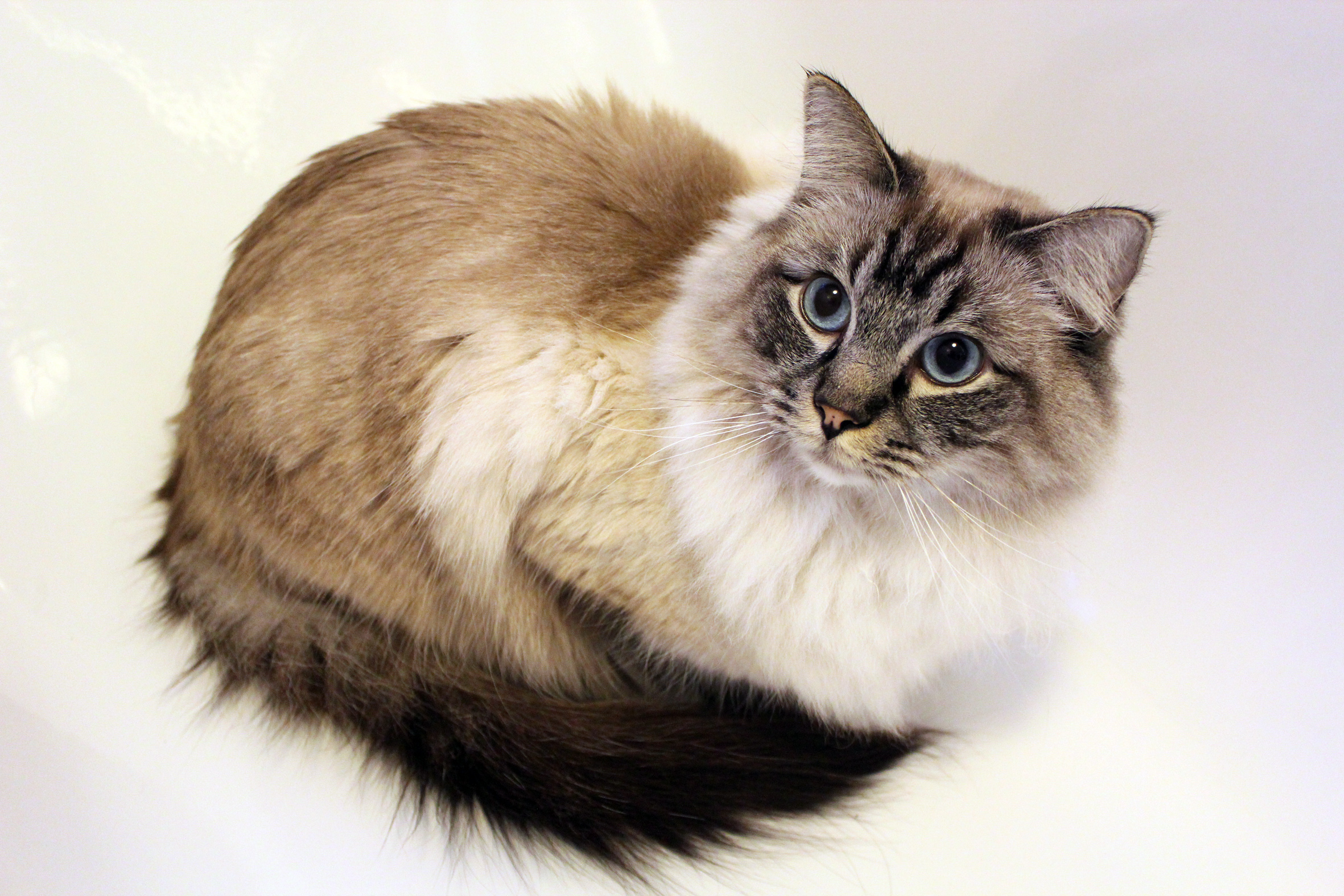
عتابي نقطة السوداء راغدول
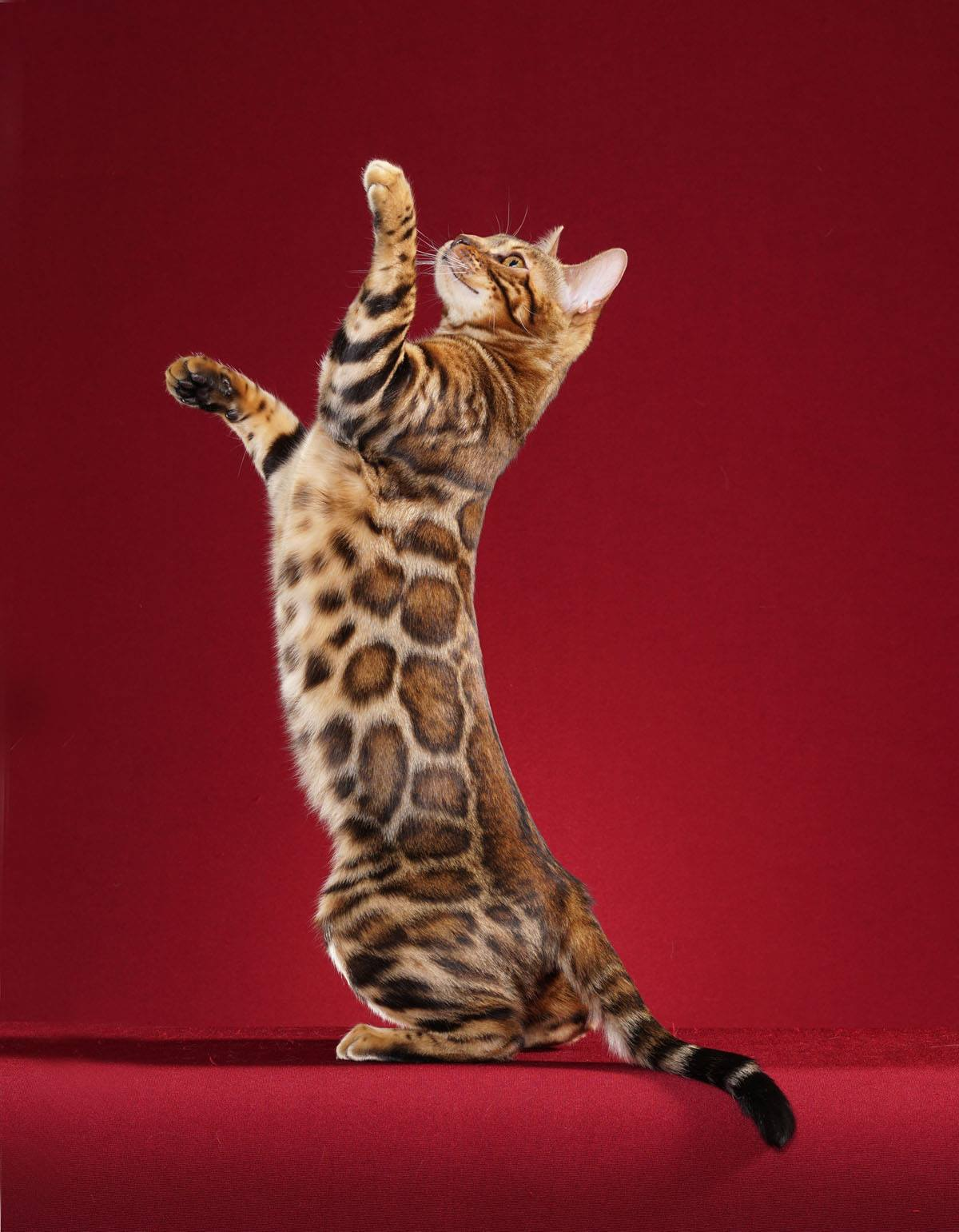
العتابي البنغالي ذات اللون الأسود الوردي
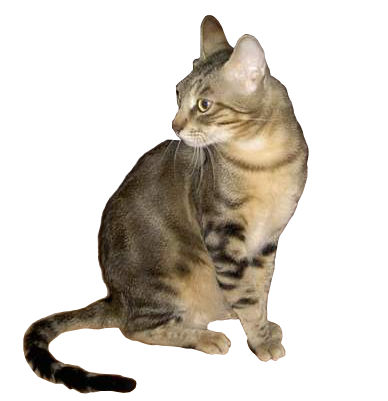
سوكوكي العتابي الكلاسيكي المعدل باللون الأسود

## التفسيرات الجينية

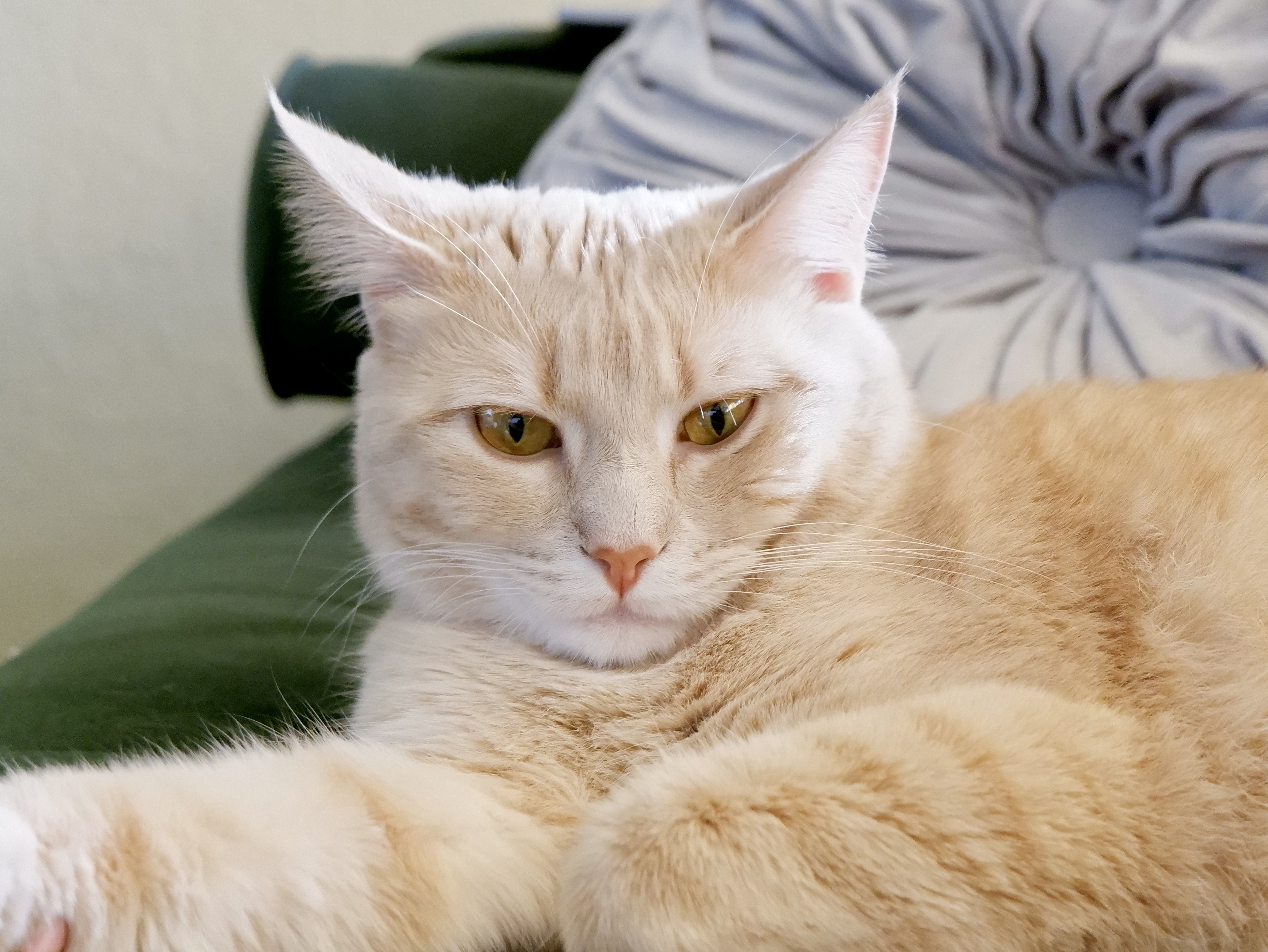
قطة عتابية كريمية مع علم الوراثة لتخفيف الصباغ الأحمر، مما يؤدي إلى النمط الظاهري للكريم

يسبب اثنين من الموضعين الجينيين المتميزين ، موضع الجينات Agouti (اثنين من الأليلين) وموضع العتابي (ثلاثة أليلات)، ومعدل واحد، رصدت (أليلان)، أنماط العتابي الأساسية الأربعة. النمط الخامس ناشئ ، يتم التعبير عنه بواسطة القطط الأنثوية ذات الجين الأسود والبرتقالي على كل من كروموسومات اثنين من X، ويتم تفسيره بواسطة أجسام Barr والوراثة المرتبطة بالجنس.
الجين Agouti ، مع أليلين، A و a، يتحكم في ما إذا كان يتم التعبير عن نمط العتابي أم لا. يعبر المهيمن A عن نمط العتابي الأساسي، في حين أن أليل غير Agouti أو "المفرط" ، لا. تحتوي القطط ذات اللون الصلب (الأسود أو الأزرق) على مزيج AA ، واختبت نمط العتابي، على الرغم من أنه يمكن رؤية اقتراح للنمط الأساسي في بعض الأحيان ("Bhost Striping"). يمكن تمييز هذا النمط الأساسي، سواء كان كلاسيكيًا أو إسقمرياً أو مرقطاً أو مدقوقاً، تحت الضوء الساطع في المراحل المبكرة من القطط وعلى الذيل في مرحلة البلوغ.
ومع ذلك، فإن جين Agouti يتحكم بشكل أساسي في إنتاج الصباغ الأسود ، وبالتالي فإن القطة ذات أليل O للألوان البرتقالية ستظل تعبر عن نمط القط العتابي. ونتيجة لذلك، فإن كل من القطط الحمراء وبقع الحمراء على قطط صدفة السلحفاة ستعرض دائمًا نمطًا، على الرغم من أن الخطوط صامتة في بعض الأحيان - خاصةً في القطط الكريمية بسبب تخفيف الصباغ.
نمط الماكريل وأليله Tm في موضع جينات العتابي هو المهيمن على الأليل الكلاسيكي (أو المبقع) Tb. لذا فإن القطة ذات النمط الوراثي TmTm أو TmTb تضع النمط الأساسي للخطوط الرقيقة (العتابي الإسقمري) التي تكمن وراء المعطف، في حين أن قطة TbTb ستعبر عن نمط معطف العتابي الكلاسيكي مع نطاقات سميكة وخطوط مركزة على جانبيها.
نمط العتابي المدقوق هو نتيجة أليل مختلف في نفس موضع الجينات مثل أنماط الماكريل وأنماط العتابي الكلاسيكية وهذا الأليل مهيمن على الآخرين. لذلك سيتم وضع علامة على النمط الوراثي TaTa وكذلك الأنماط الوراثية TaTm و TaTb. يقوم معطف العتابي المدقوق بشكل أساسي بإخفاء أي نمط آخر من العتابي، مما ينتج عنه العتابي غير المترابط، أو Agouti (يشبه إلى حد كبير طبقة Agouti من النوع البري للعديد من الثدييات الأخرى ومعطف الكلاب Sable)، مع عدم وجود خطوط أو أشرطة تقريبًا. في حالة وجود أليل محدد، لن يتم التعبير عن نمط آخر من العتابي. يظهر الأليل الموقّع في الواقع هيمنة غير مكتملة: القطط متجانسة للأليل المدقوق (TaTa) أقل من ذلك من القطط غير المتجانسة للأليل المدقوق (TaTm أو TaTb).
الجين المرقط هو موضع منفصل نظريًا ليكون متصلاً مباشرة بأليل Tm ؛ إنه "يكسر" الخطوط والخطوط الرقيقة من العتابي الإسقمري، مما يخلق نقاطًا. يحتوي الجين المرقط على أليل مهيمن ومتنحي أيضًا، مما يعني أن القطة المصنفة ستحتوي على نمط وراثي Sp Sp أو Sp sp جنبًا إلى جنب مع أليل Tm واحد على الأقل A أليل في موقع تلك الأليلات.

## المزاج
تختلف الشخصية والعدوان على نطاق واسع من قط إلى قط، وهو متعدد العوامل. سعت جامعة كاليفورنيا دافيس إلى دراسة أجريت عام 2015 إلى دراسة العلاقة بين لون المعطف والسلوك في القطط. أجرى الباحثون تحليلات إحصائية من 1274 استطلاعات عبر الإنترنت أكملها أصحاب القط. طُلب من المالكين تصنيف عدوانية القطط أثناء التفاعلات مع العدوان البشري، والتعامل مع العدوان، والعدوان البيطري. وخلصت الدراسة إلى أنه على الرغم من أن السلوكيات العدوانية ظهرت في مستويات مختلفة بين المعاطف المختلفة، إلا أنها كانت بسيطة نسبيًا. يبدو أن الاختلافات الأكبر في العدوان كانت للباحثين الارتباط بالجنس، بدلاً من أن تكون مرتبطة بأي نمط أو تلوين معطف:
مع وجود جميع ألوان المعطف مجتمعة، تم التعرف على الإناث من قبل أولياء الأمور على أنها أكثر عدوانية خلال الزيارات البيطرية مقارنة بالذكور ( x²  = 10.36 ، 'p' '= .001). أظهرت التحليلات أن الإناث الرمادي والأسود/الأسود/البني/الرمادي كانت أكثر عدوانية من نظيراتها الذكور في مكاتب الأطباء البيطريين ( 'x²' = 9.28 ، 'p' '= .002 ، و' x² ' "= 5.00 ،  p =  .025 ، على التوالي).
أبلغت دراسة مماثلة أيضًا عن أي دليل على وجود صلة بين سلوك القط ونمط معطفها ؛ ومع ذلك، فقد اقترح أن أي اختلافات كانت مجرد إدراكها ، أي أن الناس يرون أن القطط البرتقالية "ودية" والقطط البيضاء "خجولة"، ثم يبحثون عن تأكيد هذه التصورات.

## تاريخ
نظرًا لأن نمط العتابي هو نوع برية شائع، فقد يُفترض أن القطط في العصور الوسطى كانت عتابية. ومع ذلك، اعتقد أحد الكاتب أن هذا غير صحيح، على الأقل في إنجلترا. في وقت ما بعد منتصف القرن السابع عشر، أشار الفيلسوف الطبيعي جون أوبري إلى أن وليام لاود، رئيس أساقفة كانتربري كان "عاشقًا رائعًا للقطط" و "قدم بعض القوات المسلحة القبرصية، أي القطط العتابية". ثم ادعى أن "أنا أتذكر جيدًا أن القط الإنجليزي الشائع، كان أبيضًا مع بعض الأزرق بينيسي [أي مع الأجزاء الرمادية]. لقد فقد السباق أو السلالة الآن تقريبًا." ومع ذلك، فإن معظم الرسومات أو لوحات القطط في المخطوطات في العصور الوسطى تُظهر لها أن تكون عتابية.

## أمثلة بارزة

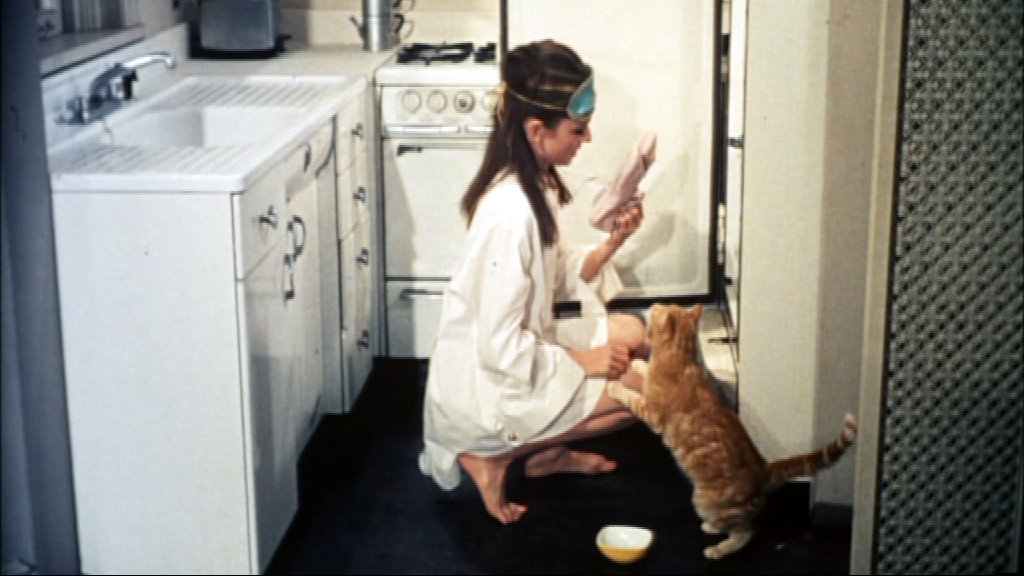
أورانجي وأودري هيبورن أثناء تصوير فيلم "الإفطار عند تيفاني" عام 1961

نظرًا للنمط الذي تعبر عنه كل من القطط النقية والمختلطة، يقع عدد كبير من القطط الشهيرة ضمن فئة "العتابي". تتضمن بعض الأمثلة البارزة ما يلي:
- ثينك ثينك: واحدة من قطتين تابعتين لرئيسة تايوان، تساي إنغ ون.[18]
- إيثاكا كيتي: قطة رمادية اللون لها سبعة أصابع في كل قدم أمامية، وقد ألهمت واحدة من أولى الألعاب المحشوة التي تم إنتاجها بكميات كبيرة.[19]
- القط موريس: قط عتابي برتقالي بدأ يظهر كتميمة إعلانية لطعام القطط 9Lives في عام 1969. أصبح موريس شخصية تلفزيونية شهيرة في العقود التالية، حيث لعب دوره ثلاث علامات عتاب برتقالي منذ عام 1968، وتم إنقاذهم جميعًا من الملاجئ.[20]
- مارو: قط عتابي من اليابان، وهي من أكثر القطط شعبية في عصر الإنترنت. لقد حصل ذات مرة على الرقم القياسي العالمي في موسوعة غينيس للحيوان الأكثر مشاهدة على موقع يوتيوب.[21]
- أورانجي: قط عتابي برتقالي لعب دور البطولة في عدد من الأدوار السينمائية والتلفزيونية. كان أبرز دور له هو دور قط في فيلم الإفطار عند تيفاني عام 1961، والذي فاز عنه بجائزة باتسي الثانية. وهو القط الوحيد الذي فاز مرتين، وكان أول فوز له في عام 1951 لصالح روبارب.[22]

## أنظر أيضا
- أمغر مخطط
- قط كاليكو
- صدفة السلحفاة (فرو قط)